# الحموتي محند الخضير
الحموتي محند الخضير (بالأمازيغية: ⴰⵃⴰⵎⵓⵟⵉ ⵎⵓⵃⴰⵏⴷ ⵏ ⵔⵅⴰⴹⴰⵔ)؛ وُلد في بني انصار بتاريخ 1 فبراير 1936، واختفى في ظروف غامضة سنة 1964. لُقّب بـ«الجندي الإفريقي»، وكان رجل أعمال ومناضلاً من أجل التحرر الوطني ودبلوماسياً مغربياً، دعم حركات التحرر في شمال أفريقيا، وخصوصاً الثورة الجزائرية.

## النشأة والخلفية
ينتمي الحموتي إلى عشيرة "إيحموتوثن" من فخذ "مازوزجة" التابعة لقبيلة قلعية. وُلد في عائلة تجارية، وكان والده «الخضير محند أو حمّو» من أبرز التجار الذين يوزعون البضائع من مليلية إلى مناطق مختلفة في المغرب.
انخرط منذ شبابه المبكر في النضال المناهض للاستعمار، وكان يؤمن بأفكار الوحدة الإفريقية ومناهضة الاستعمار.

## النشاط الثوري
في خمسينيات القرن الماضي، جمع بين عمله التجاري والكفاح المسلح، حيث انضم إلى جيش التحرير الوطني المغربي، وقاد عمليات لوجستية وعسكرية ضد السلطات الاستعمارية.
تحولت إقامته في بني انصار إلى مركز لاستقبال قادة جبهة التحرير الوطني الجزائرية مثل أحمد بن بلة ومحمد بوضياف وهواري بومدين وعبان رمضان. كما استخدم سفنه الخاصة — مثل "فيكتوريا" و"ميرلو 1 و 2" — لنقل السلاح من مليلية إلى الجزائر.

## دوره في منطقة الريف
كان الحموتي منسقاً بارزاً في جيش التحرير في منطقة الريف، وتولى مسؤولية الإمداد بالسلاح، والتواصل بين الجبهات، وربط الاتصال مع الثورة الجزائرية.

## الاختفاء
بعد استقلال الجزائر سنة 1962، عاد لفترة وجيزة إلى المغرب. ومع اندلاع حرب الرمال سنة 1963، سافر مجدداً إلى الجزائر في مهمة وساطة، لكنه اختفى هناك سنة 1964 في ظروف غامضة. وتشير بعض المصادر إلى احتمال تصفيته سياسياً.

## الإرث
تُعتبر شخصية الحموتي رمزية في الذاكرة التاريخية لدى العديد من المؤرخين والناشطين من الريف، المغرب والجزائر، حيث يُنظر إليه كرمز للنضال التحرري و التضامن المغاربي.

## وصلات خارجية
- موقع RifDia – الحموتي الخضير محند "الجندي الإفريقي": مقاوم مغربي موّل الثورة الجزائرية بالسلاح
- ناظور سيتي – الخضير الحموتي.. المغربي الذي موّل ثورة الجزائر بالأسلحة
- يوتيوب – وثائقي: "الجندي الإفريقي"